# Vanità di Duluoz
Vanità di Duluoz è un romanzo semi-autobiografico scritto da Jack Kerouac e pubblicato nel 1968.
Il libro descrive le avventure dell'alter ego di Kerouac, Jack Duluoz, nel periodo della sua vita che va dal 1935 al 1946. Fu l'ultimo lavoro pubblicato dallo scrittore prima della sua morte, avvenuta nel 1969.

## Edizioni italiane
- Jack Kerouac, Vanita di Duluoz. Un'educazione avventurosa, 1935-1946, traduzione di Miro Silvera, introduzione di Fernanda Pivano, collana Letteraria, Bompiani, Milano, 1970,  p. 357.
- Jack Kerouac, Vanita di Duluoz, traduzione di Miro Silvera, collana Tascabili n. 105, Bompiani, Milano, 1970,  p. 362.